# Vokoscreen
A Vokoscreen egy linux operációs rendszereken (OpenSuse, Ubuntu és Debian) használható desktop recorder alkalmazás.
A Vokoscreen programmal videóra lehet rögzíteni a számítógép asztalán zajló munkamenetet. Egyszerűen telepíthető és használható, kis gépigényű szoftver. Hangrögzítés, formátumok beállítása, webkamera bekapcsolása, teljes képernyős, vagy kijelölt ablak felvétele is lehetséges vele.
Legfrissebb verzió: 2.1.0